# Club Deportivo Unión San Felipe
Unión San Felipe är en chilensk fotbollsklubb från staden San Felipe som ligger i V Región (Valparaíso). Klubben bildades den 16 oktober 1956 genom en fusion mellan amatörklubbarna Internacional och Tarcisio, och deltog i det nationella seriespelet säsongen 1958 (då i den näst högsta serien). Unión San Felipe kallas i folkmun för Uní-Uní och spelar sina hemmamatcher på Estadio Municipal de San Felipe som tar 10 000 personer. Klubbens traditionella färger är vitt och rött. Unión San Felipe gjorde sin första säsong i den högsta serien 1962, åtta år efter bildandet. Klubben har även sedan 2012 ett B-lag aktivt i lägre divisioner, nämligen den tredje högsta (nuvarande Segunda División), och heter då Unión San Felipe B och kan varken flyttas upp eller ned från den serien.
Klubben lyckades vinna sin första titel i Primera División de Chile (Chiles högsta division för fotboll) redan 1971 då de vann två poäng för Universidad de Chile. När de vann divisionen gjorde de det som nykomlingar då de gick upp till Primera División efter en seger i Segunda División 1970. De kvalificerade sig därmed för Copa Libertadores, där de kom sist i sin grupp och därmed inte kvalificerade sig för något slutspel. Nästa titel kom först 2009 då de vann Copa Chile efter en finalseger mot Municipal Iquique (idag Deportes Iquique) och fick därmed deltaga i Copa Sudamericana 2010. Där gick de vidare från den första omgången efter att ha slagit ut Guaraní (från Paraguay), därefter tog det stopp i den andra omgången mot LDU Quito (från Ecuador).

## Mästerskapstitlar
Unión San Felipe har två mästerskapstitlar från den högsta divisionen och den nationella cupen, de kom 1971 respektive 2009. De har även vunnit den näst högsta divisionen vid tre tillfällen (1970, 2000, 2009).
- Primera División de Chile (1): 1971
- Copa Chile (1): 2009
- Primera B de Chile (3): 1970, 2000, 2009

## Deltagande i internationella turneringar
- Copa Libertadores (1): 1972 (åkte ut i gruppspelet)
- Copa Sudamericana (1): 2010 (åkte ut i åttondelsfinal)